# آخرین رقص (فیلم ۲۰۲۴)
آخرین رقص (به چینی: 破·地獄) یک فیلم درام هنگ‌کنگی به کارگردانی و نویسندگی آنسلم چان با بازی دایو وانگ و مایکل هویی محصول سال ۲۰۲۴ است.
آنسلم چان با نشان دادن سومین فیلم بلند به عنوان کارگردان، پس از طرح داستان در طول همه‌گیری کووید ۱۹، از کمدی به درام تبدیل شد. او نوشتن فیلمنامه را در سال ۲۰۲۲ و همزمان با فیلمبرداری Ready or Rot (۲۰۲۳) آغاز کرد، و فیلمبرداری اصلی آن از ژانویه تا مارس ۲۰۲۴ انجام شد. فیلم در محل خانه تابوت تونگ وه و سالن تشییع جنازه بین‌المللی فیلمبرداری شد.
این فیلم اولین نمایش جهانی خود را در ۱۱ اکتبر ۲۰۲۴ در چهل و چهارمین جشنواره بین‌المللی فیلم هاوایی داشت و پس از آن در ۹ نوامبر در هنگ کنگ اکران شد. این فیلم رکوردهای باکس آفیس متعددی را شکست و تا اوایل دسامبر بیش از ۱۲۲ میلیون دلار هنگ کنگ فروخت و آنرا به پرفروش‌ترین فیلم داخلی تمام دوران در هنگ کنگ تبدیل کرد.

## داستان
یک برنامه‌ریز عروسی بدهکار به‌طور ناخواسته به یک برنامه‌ریز مراسم تشییع جنازه موفق تبدیل می‌شود. با این حال، او باید یک کشیش سنتی تائوئیست را در مورد مشروعیت خود برای ادامه فعالیت در این زمینه متقاعد کند.

## بازخوردها
در وب‌سایت جمع‌آوری نقد راتن تومیتوز بر اساس نظرات ۱۱ منتقد با میانگین امتیاز ۷٫۷ از ۱۰ مثبت است.